# Banbridge
Banbridge (irisch Droichead na Banna, dt. „Bannbrücke“) ist eine nordirische Stadt in der historischen Grafschaft Down am Fluss Bann und war der Verwaltungssitz des ehemaligen Districts Banbridge, der 2015 im District Armagh, Banbridge and Craigavon aufging. Banbridge liegt zwischen Belfast und Dublin 20 Kilometer südlich von Belfast an der A1.

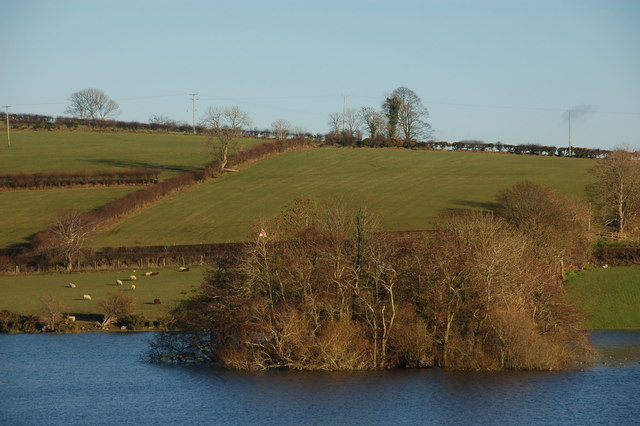
Crannóg von Loughbrickland

In der Umgebung befindet sich das Brontë Vaterland-Zentrum, das Gräberfeld Cloughskelt und der Crannóg von Loughbrickland.

## Söhne und Töchter der Stadt
- Francis Crozier (1796–1848), Polarforscher
- Tommy Evans (* 1973), Radrennfahrer
- Dermott Lennon (* 1969), vormaliger Weltmeister im Springreiten
- John McAreavey (* 1949), römisch-katholischer Bischof von Dromore
- Madeline Perry (* 1977), Squashspielerin
- Dennis Rogan, Baron Rogan (* 1942), Politiker
- Joseph M. Scriven (1819–1886), irisch-kanadischer Lehrer, Prediger und Kirchenliederdichter
- James Shields (1762–1831), US-amerikanischer Politiker
- Jonathan Tuffey (* 1987), Fußballtorhüter